# Reisemobil-Stellplatz

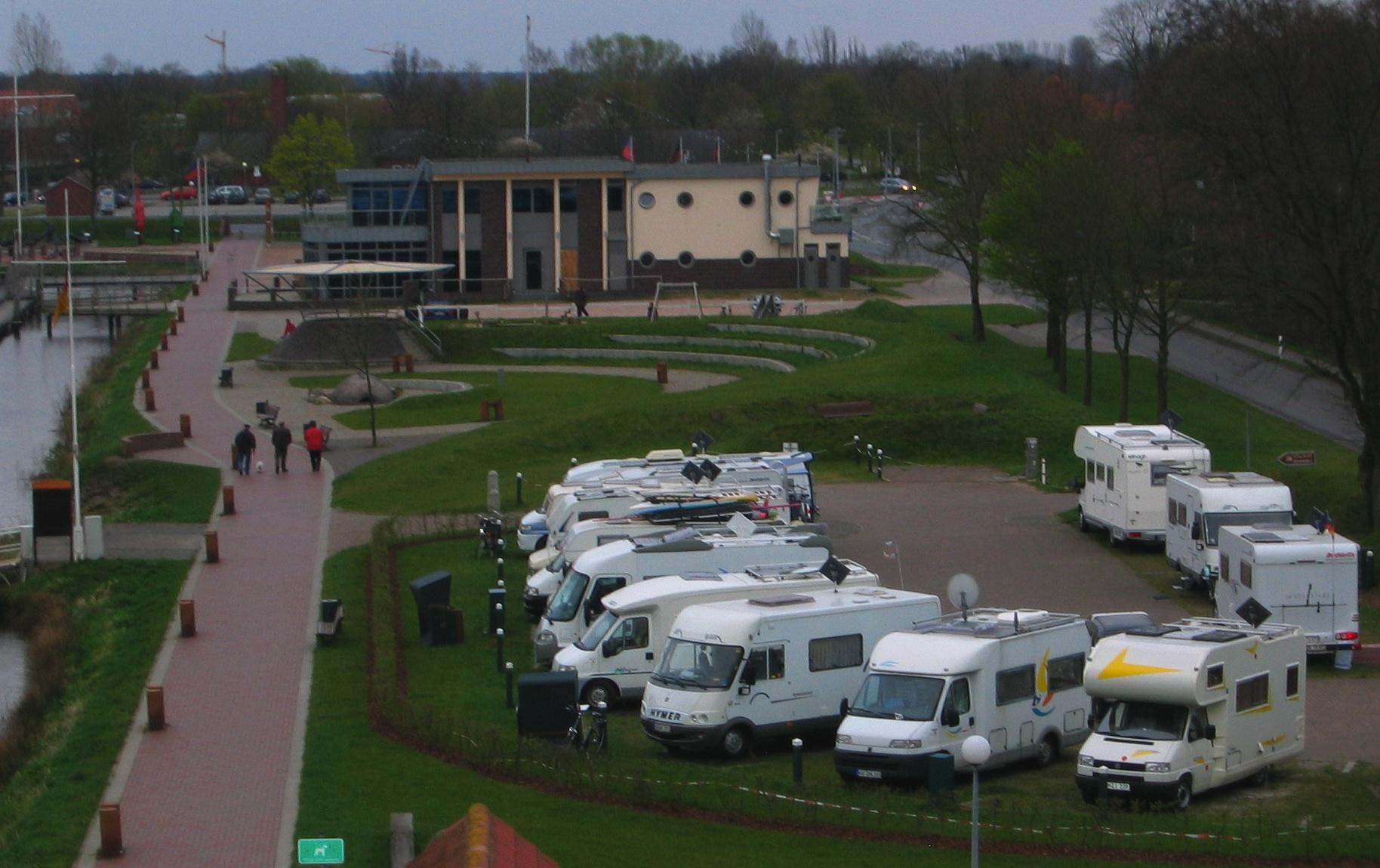
Wohnmobil-Stellplatz in Barßel

Ein Reisemobil-Stellplatz (auch als Wohnmobil-Stellplatz oder Wohnmobilhafen bezeichnet) ist ein öffentlich zugänglicher Stellplatz für Wohn- und Reisemobile, auf dem man im Fahrzeug ein oder mehrere Nächte übernachten darf.

## Unterschiede zu Campingplätzen
Manche Reisemobil-Stellplätze sind nur für einen kurzzeitigen Aufenthalt (bis zwei oder drei Nächte) von Wohn-/Reisemobilen ausgelegt. Bei fehlenden sanitären Einrichtungen ist eigene Autarkie in diesem Bereich Voraussetzung. Nicht wenige Reisemobil-Stellplätze bieten aber auch Sanitäreinrichtungen an. Reisemobil-Stellplätze unterscheiden sich in der Regel in folgenden Punkten von einem Campingplatz:
- Ambiente eines Parkplatzes.
- Die An- oder Abreise kann jederzeit erfolgen.
- Keine Registrierung.
- Der Aufbau von Zelten, auch Vorzelten, ist nicht erlaubt.
- Der Aufenthalt ist oft auf wenige Nächte befristet.
- Kein Saison- oder Dauercamping.
- Niedrigere Übernachtungspreise, teilweise kostenlos.

Bei kostenpflichtigen Plätzen ist die Gebühr meistens an einem Parkscheinautomaten oder einer Kasse des Vertrauens zu bezahlen, seltener bei einem Kassierer, der zu bestimmten Zeiten auf den Platz kommt. Zusatzleistungen wie Frischwasser oder Strom sind in der Regel kostenpflichtig.

## Ausstattung

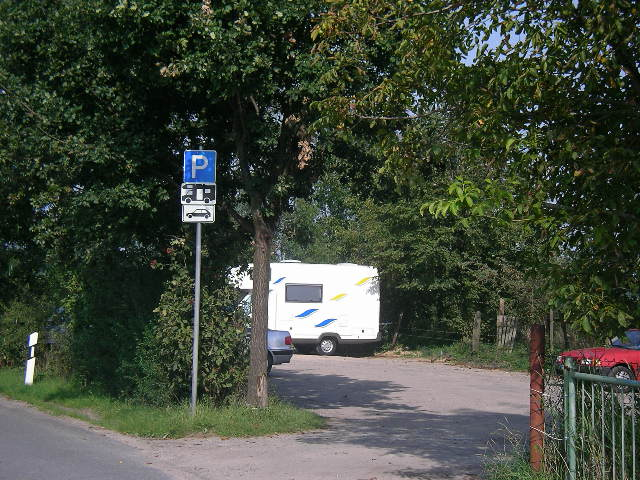
Einfacher Stellplatz, auch für PKW zugelassen. (Kleve-Schenkenschanz)

Im einfachsten Fall ist ein Reisemobil-Stellplatz ein völlig normaler Parkplatz, auf dem durch entsprechende Beschilderung oder Aushang das Übernachten in Wohnmobilen gestattet ist. Solche einfachen Stellplätze dürfen häufig auch von anderen Fahrzeugarten wie PKW oder Reisebussen benutzt werden. Nicht wenige Campingplätze bieten außerhalb des eigentlichen Campingplatzgeländes auch Stellplätze für Wohnmobile an, die nicht den sonst üblichen Regularien eines Campingplatzes unterliegen. Die Nutzung der Einrichtungen des Campingplatzes wird unterschiedlich gehandhabt; von verboten über eine Extragebühr bis hin zu inklusive.
Private Anbieter bieten eine eng begrenzte Stellmöglichkeit für Freitzeitfahrzeuge mit sehr unterschiedlicher Angebotsbreite als  Microcamping an. 
Eine Ver- und Entsorgungsstation für Frisch- und Abwasser sowie Abfallbehälter sind inzwischen Standard. Häufig werden auch münzgesteuerte Stromanschlüsse angeboten, ebenso Info-Tafeln, Grillplätze, Picknick-Bänke und öffentliche Toiletten.

Werden sanitäre Einrichtungen (WC, Waschgelegenheiten, Duschen) angeboten, spricht man von einem Komfort-Stellplatz. Hier verschwimmen die Unterschiede zu Campingplätzen mehr und mehr. Besonders so ausgestattete Stellplätze lassen mitunter auch Wohnwagen-Gespanne zu. 

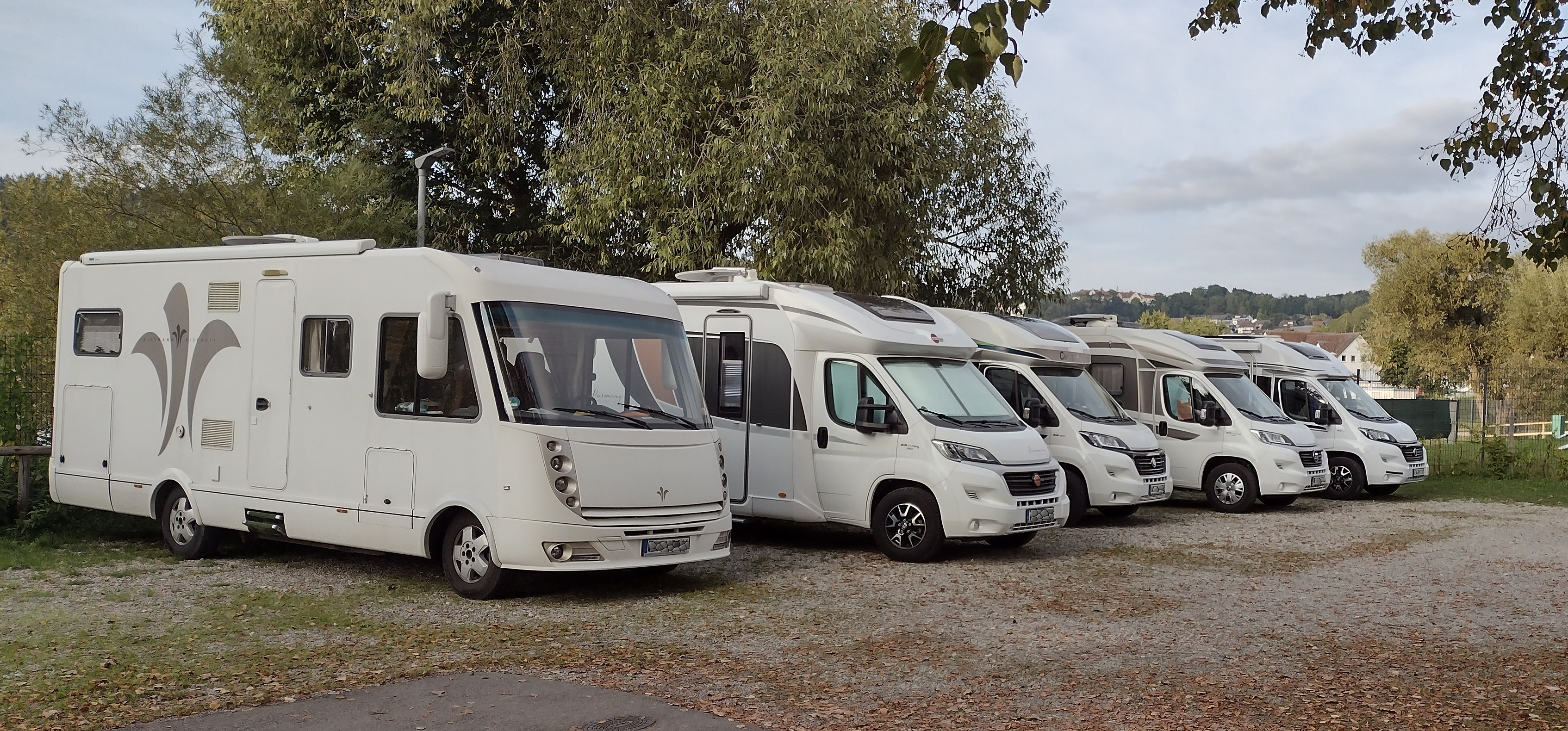
An einen Campingplatz angegliederter Reisemobil-Stellplatz vor der Schranke.

## Rechtliche Situation
Reisemobil-Stellplätze erfüllen nur in wenigen Ausnahmefällen die Anforderungen, die im jeweiligen Land an Campingplätze gestellt werden. Sie sind daher aus rechtlicher Sicht meist keine Campingplätze, sondern Parkplätze im Sinne des örtlich gültigen Straßenverkehrsrechts. Da sanitäre Einrichtungen und Entsorgungsmöglichkeiten fehlen, dürfen sie in der Regel nur von Fahrzeugen genutzt werden, die über ein geschlossenes Abwassersystem sowie eine Bordtoilette verfügen.

### Deutschland

Das 2017 eingeführte Zeichen 365-67 „Wohnmobilplatz“, darunter die ältere, weiterhin gültige Zeichenkombination

Üblicherweise wird für die Ausweisung eines Stellplatzes in Deutschland seit 2017 mit Zeichen 365-67 „Wohnmobilplatz“ verwendet. Dieses Zeichen weist lediglich auf einen Stellplatz hin, rechtliche Ge- oder Verbote bewirkt es mangels Erwähnung in der Anlage 3 der StVO nicht. Außerdem ist die bereits seit 1992 mögliche Kombination aus Zeichen 314 „Parkplatz“ und dem Zusatzzeichen 1010-67 „Wohnmobile“ (bis 2017: Zusatzzeichen 1048-17) gültig. Diese Zeichen werden oft durch ein Zusatzzeichen mit zeitlicher Beschränkung ergänzt. Parkflächen, die mit Zeichen 314 und Zusatzzeichen gekennzeichnet sind, dürfen gemäß StVO ausschließlich von Wohnmobilen benutzt werden. Im Ausland werden ähnliche Verkehrszeichen entsprechend dem jeweiligen Straßenverkehrsrecht verwendet.
Bei den meisten Stellplätzen handelt es sich um als Parkplatz gewidmete Flächen, auf denen die zuständige Behörde – beziehungsweise bei privaten Plätzen der Eigentümer – eine bestimmte Art der Sondernutzung, nämlich die Übernachtung in Wohnmobilen, unter gewissen Bedingungen gestattet. Es können zusätzlich auch weitere Arten der Sondernutzung, beispielsweise Grillen oder das Übernachten in Wohnwagen, erlaubt sein. Sind weitere Sondernutzungsarten zulässig, so ist dies meist durch eine am Platz ausgehängte Stellplatzsatzung geregelt.
Ansonsten ist in Deutschland das Übernachten in Fahrzeugen auf öffentlichen Straßen und Parkplätzen nur dann als zulässiger Gemeingebrauch zu werten, wenn es zur Wiederherstellung der Fahrtüchtigkeit notwendig ist. Dies gilt auch für Wohnmobile. Hierbei dürfen alle Einrichtungen innerhalb des Fahrzeugs benutzt werden, außerhalb des Fahrzeugs darf allerdings kein „campingartiges Verhalten“ (Aufbau von Stühlen und Tischen, Grillen oder das Ausfahren der Markise) praktiziert werden. Selbstverständlich müssen örtliche Parkvorschriften beachtet werden. Überdies muss die drohende Fahruntüchtigkeit, beispielsweise wegen Übermüdung nach langer Fahrt, der Anlass für das Aufsuchen des Parkplatzes sein. Wird die Fahruntüchtigkeit erst nach dem Abstellen des Fahrzeugs – zum Beispiel durch Alkoholgenuss – herbeigeführt, so liegt kein zulässiger Gemeingebrauch mehr vor.

### Österreich
In Österreich gelten analoge Regelungen, mit Ausnahme des Bundeslandes Tirol. In Tirol ist das Übernachten in Campingfahrzeugen nur auf behördlich genehmigten Campingplätzen gestattet. Dieses Übernachtungsverbot gilt auch auf Privatgrund. Tiroler Campingplatzbetreiber dürfen jedoch mit Genehmigung der zuständigen Gemeindeverwaltung bis zu zehn Prozent ihrer Stellflächen als sog. „Autocamp-Platz“ ausweisen, wenn diese gut sichtbar vom regulären Campinggelände abgetrennt sind. Autocamp-Plätze sind auch außerhalb der Öffnungszeiten des Campingplatzes zugänglich und dürfen nicht von Dauercampern belegt werden, entsprechen also in etwa einem Reisemobil-Stellplatz.
In den Städten Wien und Salzburg ist das Übernachten in Wohnmobilen auf öffentlichem Grund untersagt.

### Frankreich
In Frankreich ist das Übernachten in Campingfahrzeugen auf öffentlichen Straßen und Parkplätzen grundsätzlich zulässig, ausgenommen vor denkmalgeschützten Gebäuden, in Naturschutzgebieten und an den Meeresküsten. Um das nächtliche Abstellen von Wohnmobilen dennoch zu regulieren, sind durch die Kommunen in großer Zahl Reisemobil-Stellplätze, oft mit Ver- und Entsorgungsstationen ausgestattet, ausgewiesen worden (französisch Aire de stationnement/service Camping-Car).

### Schweden

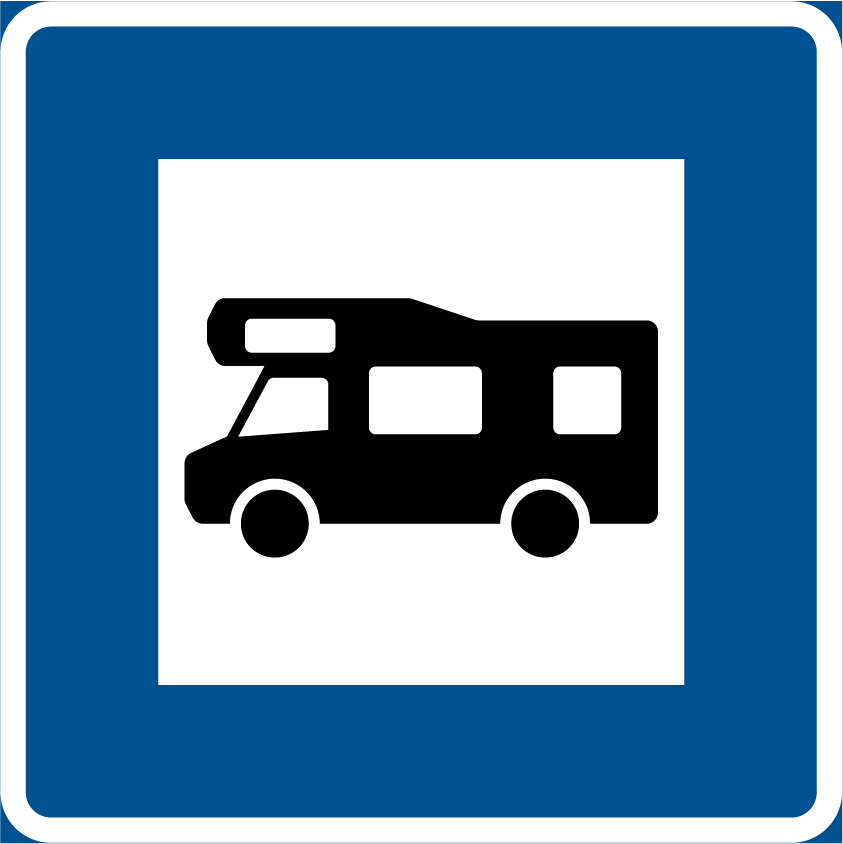
Schwedisches Hinweisschild: Husbilsplats

Wohnmobile gelten in Schweden grundsätzlich als Personenkraftwagen der Klasse II (schwedisch Personbil klass II) und dürfen daher, soweit nicht explizit untersagt, wie normale PKW geparkt werden. An Werktagen gilt, ebenfalls wenn nicht durch Beschilderung anders geregelt, auf öffentlichen Straßen und Parkplätzen eine generelle Parkzeitbeschränkung auf 24 Stunden für alle Kraftfahrzeuge. Das Übernachten im ordnungsgemäß geparkten Wohnmobil ist grundsätzlich zulässig. 
Seit etwa 2006 wurden in Schweden zahlreiche Reisemobil-Stellplätze eingerichtet, häufig durch Umwidmung bereits bestehender Parkplätze. Auch hat sich dafür das aus dem Deutschen übernommene Lehnwort Ställplats eingebürgert und die ursprüngliche Bezeichnung Husbilsplats weitgehend verdrängt. Im Unterschied zu anderen Ländern sind in Schweden auf den meisten Stellplätzen auch Caravangespanne zugelassen. Um die Beschilderung zu vereinheitlichen, wurde zum 1. Dezember 2017 durch die Verkehrsbehörde Transportstyrelsen ein eigenes Hinweisschild für Reisemobil-Stellplätze eingeführt.

### Schweiz
In der Schweiz entscheiden die Kantonsregierungen darüber, ob Reisemobil-Stellplätze eingerichtet werden dürfen und ob auch außerhalb regulärer Campingplätze in Wohnmobilen übernachtet werden darf. Mit Stand 1. Februar 2004 herrschte ausschließlich im Kanton Genf ein generelles Übernachtungsverbot. In den übrigen Kantonen können die Gemeindeverwaltungen jedoch örtliche Verbote verhängen.

### Niederlande
Bis Ende 2007 gab es in den Niederlanden ein strenges Übernachtungsverbot auf öffentlichem Grund außerhalb von Campingplätzen. Auch die Ausweisung von Reisemobil-Stellplätzen durch die Gemeinden war nur sehr eingeschränkt möglich. Das entsprechende Gesetz über die Erholung im Freien (niederländisch Wet op de openluchtrecreatie) trat jedoch Anfang 2008 außer Kraft. Seitdem haben die Gemeindeverwaltungen das Recht, für ihr Territorium entsprechende Regelungen aufzustellen und Reisemobil-Stellplätze auszuweisen.
Zahlreiche Gemeinden haben diese Gesetzesänderung genutzt und Reisemobil-Stellplätze eingerichtet, gleichzeitig aber auch das Übernachten außerhalb der explizit ausgewiesenen Plätze verboten. Am 24. November 2009 erließ die Gemeinde Reimerswaal als letzte niederländische Gemeinde ein Übernachtungsverbot. Somit ist, was das Übernachten außerhalb von Camping- und Stellplätzen betrifft, faktisch der Zustand von vor 2008 wiederhergestellt.

### Belgien

Belgisches Verkehrszeichen E9h

Das belgische Verkehrsrecht unterscheidet nicht zwischen Parken und Übernachten im Wohnmobil. Ein allgemeines Übernachtungsverbot gibt es nicht, die Gemeindeverwaltungen können allerdings das Übernachten auf öffentlichem Gelände untersagen. Wohnmobile mit einer zulässigen Gesamtmasse von mehr als 7,5 Tonnen dürfen innerhalb geschlossener Ortschaften maximal acht Stunden geparkt werden, es sei denn örtliche Beschilderung erlaubt eine längere Parkdauer. Auf speziell für PKW ausgewiesenen Parkplätzen ist das Parken mit Wohnmobilen nicht zulässig. Es existieren zahlreiche Reisemobil-Stellplätze, die mit dem Verkehrszeichen E9h (Parkeren uitsluitend voor kampeerauto's) ausgewiesen werden. Auf so gekennzeichneten Plätzen dürfen ausschließlich Wohnmobile geparkt werden.

### Übriges Europa
Über die Einrichtung von Stellplätzen und die gegebenenfalls dort erlaubte Sondernutzung entscheiden in der Regel die Gemeindeverwaltungen.
Für das Übernachten außerhalb von Camping- oder Stellplätzen ist außerhalb Deutschlands eine Rechtsprechung auf Basis der „Wiederherstellung der Fahrtüchtigkeit“ weitgehend unbekannt. Weitaus häufiger wird hier zwischen Parken und Sondernutzung des öffentlichen Raumes unterschieden. Soweit keine lokalen Gesetzgebungen anderes gebieten, ist meistens eine Übernachtungsnutzung ausschließlich innerhalb des geparkten Fahrzeug erlaubt, solange das entsprechende Parken erlaubt ist, keine Sondernutzung des öffentlichen Raumes außerhalb des Fahrzeugs stattfindet und keine Abfälle oder Abwässer zurückgelassen werden. Einschränkungen können sich durch die Auffälligkeit und das lokal gehäufte Auftreten von Wohnmobilen ergeben, was im Regelfall an entsprechender Beschilderung erkennbar ist.

## Geschichte
Im Mai 1983 erlaubte der Luftkurort Viechtach im Bayerischen Wald als erste Gemeinde in Deutschland Reisemobilen das Übernachten auf einigen öffentlichen Parkplätzen im Stadtgebiet. Ursprünglich als Pilotprojekt vom damaligen Verkehrsdirektor initiiert und auf vier Monate befristet, erwies sich das Angebot als so erfolgreich, dass es bis heute weitergeführt wurde. Bereits die Pilotphase brachte der Viechtacher Wirtschaft mehr als 200.000 DM Mehreinnahmen. Zahlreiche weitere Gemeinden folgten dem Beispiel, so dass es bis Ende 1985 bereits in 71 Orten Reisemobil-Stellplätze gab.
Der erste Reisemobilhafen, ein separater Stellplatz ausschließlich für Wohnmobile, wurde in Rotenburg an der Fulda von der Stadtverwaltung, unterstützt von mehreren Sponsoren im Rahmen eines Public Private Partnership, eingerichtet und 1991 eröffnet. Dieser Platz wurde mehrfach ausgezeichnet. Er existierte bis Februar 2011 am ursprünglichen Ort, wurde dann aber wegen des Neubaus eines Einkaufszentrums an einen anderen Standort in der Nähe verlegt. Ebenfalls im Jahr 1991 eröffnete Nürnberg als erste deutsche Großstadt drei Reisemobil-Stellplätze und ließ an einer innerstädtischen Tankstelle eine Ver- und Entsorgungsstation installieren.
In den 1980er Jahren entstanden auch die ersten Reisemobil-Stellplätze in der Schweiz, in Frankreich (Aire de stationnement camping-car) und in Italien (Aree di sosta camper). Mittlerweile gibt es in Deutschland, Frankreich und Italien jeweils mehrere tausend Stellplätze.
Seit Ende der 2000er Jahre entdecken viele Betreiber von Yachthäfen, insbesondere in Skandinavien, die Bereitstellung von Reisemobil-Stellplätzen als zusätzliche Einnahmequelle. Viele Yachthäfen sind hierfür geradezu prädestiniert, denn sie befinden sich oft in landschaftlich attraktiver Lage und verfügen meist bereits über die entsprechende Infrastruktur (zum Beispiel Sanitäreinrichtungen und Stromanschlüsse). Überdies gibt es auf dem Gelände vieler Yachthäfen große, befestigte Stellflächen, auf denen im Winter ausgekrante Boote abgestellt werden, die aber in der Saison leerstehen und sich daher als Reisemobil-Stellplatz gut eignen.

## Akzeptanz und wirtschaftliche Bedeutung
Viele Orte in Tourismusgebieten verbieten die Übernachtung in Wohn- und Reisemobilen auf Parkplätzen und verweisen stattdessen auf Campingplätze. Da viele Wohnmobilreisende jedoch eher an einem spontanen und kurzzeitigen Aufenthalt interessiert sind (beispielsweise für eine Stadtbesichtigung mit anschließendem Restaurantbesuch), wird dies häufig nicht akzeptiert. Hinzu kommt, dass Campingplätze sich häufig außerhalb des Stadtgebietes befinden.
Untersuchungen (2009/2010) kamen überdies zu dem Ergebnis, dass Wohnmobiltouristen, die auf Stellplätzen außerhalb von Campingplätzen übernachten, im Vergleich zu Campingplatz-Urlaubern in etwa ebenso viel Geld am Übernachtungsort ausgeben. Durch die Ausweisung von Reisemobil-Stellplätzen erhoffen sich Gemeinden nicht nur die Vermeidung der unkontrollierten Nutzung von Wohnmobilen zum Übernachten im öffentlichen Verkehrsraum, sondern auch die Förderung der lokalen Wirtschaft und damit eine Erhöhung der Gewerbesteuereinnahmen.
Einfache Reisemobil-Stellplätze können ohne nennenswerten Kostenaufwand auf bereits vorhandenen, nachts nicht genutzten Parkplätzen (zum Beispiel an Schulen, Schwimmbädern oder Sporthallen) angelegt werden, auch dort, wo die baulichen oder wirtschaftlichen Voraussetzungen für einen regulären Campingplatz nicht gegeben sind. Da autarke Wohnmobile nicht auf unmittelbar am Platz vorhandene Infrastruktur angewiesen sind, können Ver- und Entsorgungseinrichtungen auch in einiger Entfernung vom Stellplatz, beispielsweise an der örtlichen Kläranlage, aufgestellt werden.